# Serrezuela (ort i Argentina)
Serrezuela är en ort i Argentina.   Den ligger i provinsen Córdoba, i den centrala delen av landet, 800 km nordväst om huvudstaden Buenos Aires. Serrezuela ligger 280 meter över havet och antalet invånare är 2 291.
Terrängen runt Serrezuela är platt åt nordväst, men åt sydost är den kuperad. Runt Serrezuela är det glesbefolkat, med 10 invånare per kvadratkilometer..
Omgivningarna runt Serrezuela är i huvudsak ett öppet busklandskap.